# Herald Young Leader
Herald Young Leader is een Hindi-krant, uitgegeven in de Indiase deelstaat Gujarat. De krant komt uit in een oplage van ruim vier miljoen exemplaren en staat daarmee in de top tien van Hindi-kranten in het land. Het blad is gevestigd in Ahmedabad.